# Corbera
Corbera (en valencien et en castillan) est une commune de la province de Valence, dans la Communauté valencienne, en Espagne. Elle est située dans la comarque de la Ribera Baixa et dans la zone à prédominance linguistique valencienne. Sa population s'élevait à 3 267 habitants en 2013.

## Géographie

Localisation de Corbera
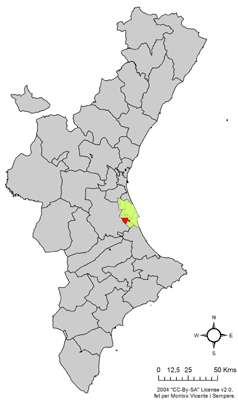
dans la Communauté valencienne.
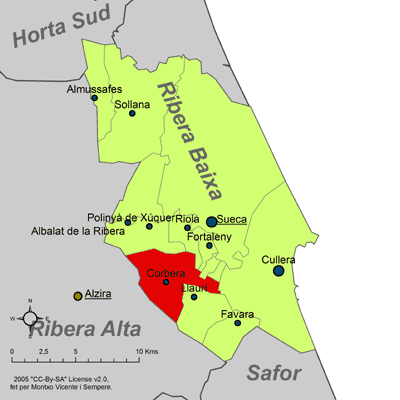
dans la comarque de la Ribera Baixa.

### Localités limitrophes
Le territoire municipal de Corbera est voisin de celui des communes suivantes :
Alzira, Cullera, Fortaleny, Llaurí, Polinyà de Xúquer et Riola, toutes situées dans la province de Valence.

## Démographie
| 1990  | 1992  | 1994  | 1996  | 1998  | 2000  | 2002  | 2004  | 2005  |
| ----- | ----- | ----- | ----- | ----- | ----- | ----- | ----- | ----- |
| 3.255 | 3.141 | 3.195 | 3.148 | 3.099 | 3.068 | 3.039 | 3.057 | 3.077 |

## Administration
Liste des maires, depuis les premières élections démocratiques.
| Législature | Nom du Maire                                                          | Parti politique |
| ----------- | --------------------------------------------------------------------- | --------------- |
| 1979-1983   |                                                                       | PSPV-PSOE       |
| 1983-1987   |                                                                       |                 |
| 1987-1991   |                                                                       | PSPV-PSOE       |
| 1991-1995   | Francisco Peris Almiñana 1991-1993, Pascual Ureña (motion de censure) | PSPV-PSOE       |
| 1995-1999   | Francisco Jiménez Perpiñà                                             | PP              |
| 1999-2003   | Francisco Jiménez Perpiñà                                             | PP              |
| 2003-2007   | Leopoldo Hernán Tornero                                               | PP              |
| 2007-2011   | Leopoldo Hernán Tornero                                               | PP              |

### Sources
- (es) Cet article est partiellement ou en totalité issu de l’article de Wikipédia en espagnol intitulé « Corbera » (voir la liste des auteurs).
- (es) Varaciones de los municipios de España desde 1842, Ministerio de administraciones públicas, octobre 2008, 364 p. (lire en ligne) [PDF]